# Danuvius

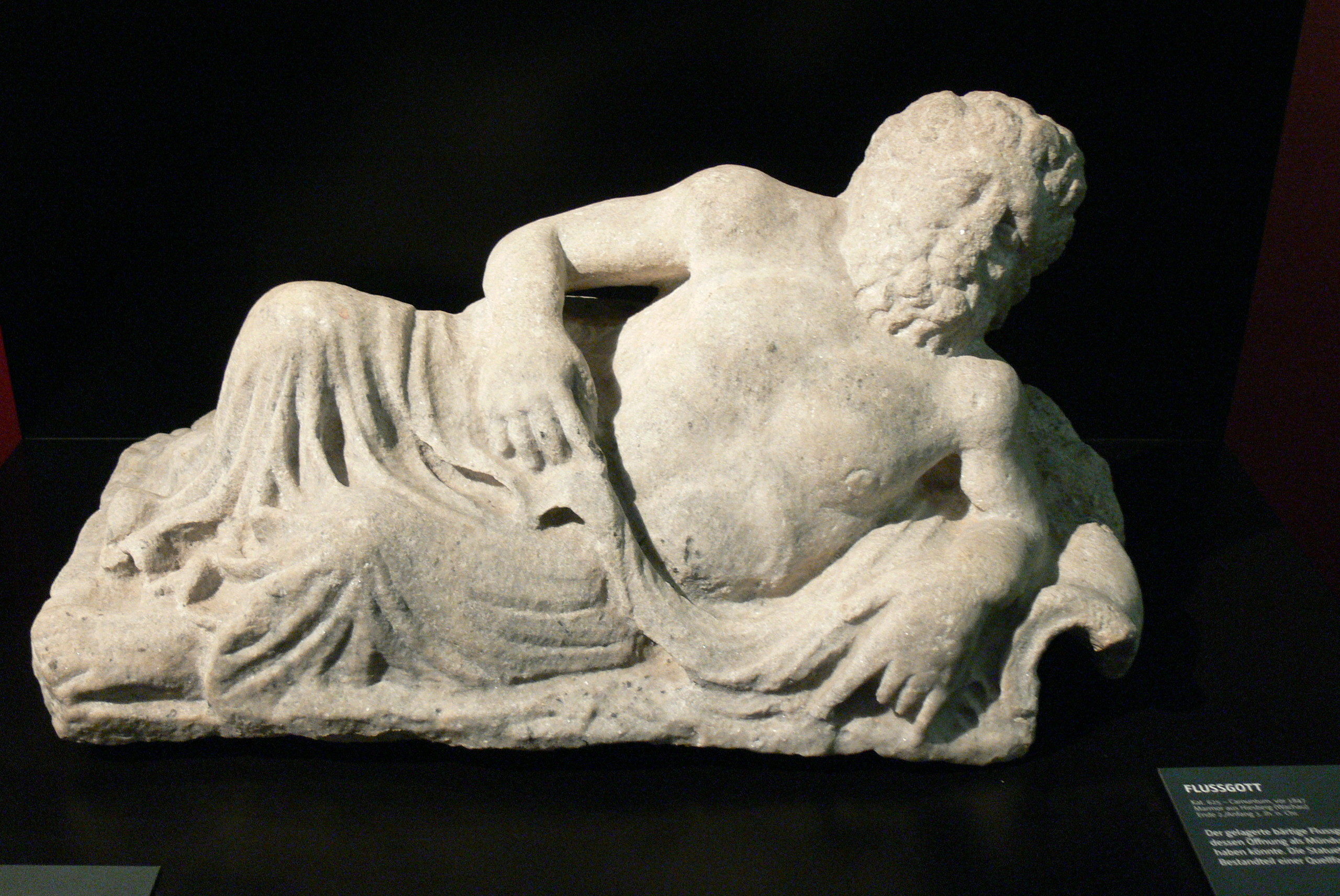
Skulptur eines Flussgottes (3. Jahrhundert), vielleicht Danuvius, Museum Carnuntinum, Bad Deutsch-Altenburg

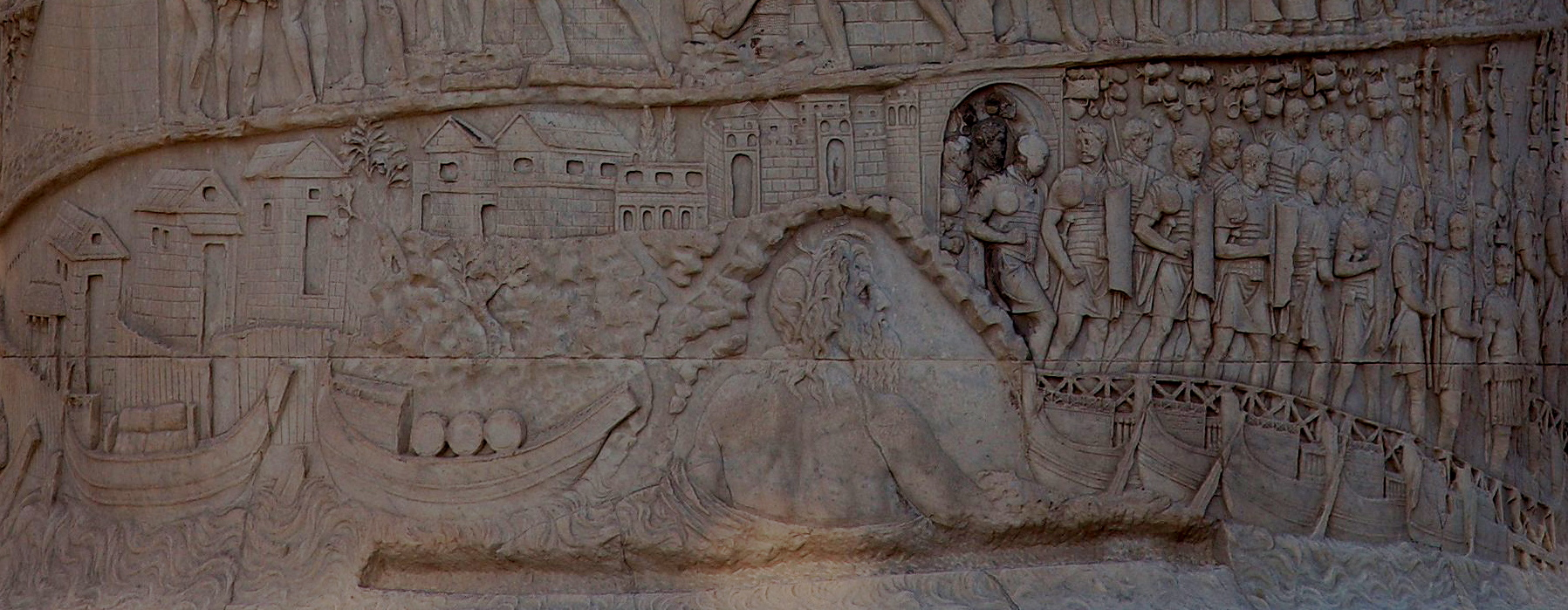
Darstellung eines Flussgottes auf der Trajanssäule

Danuvius ist die römische Personifikation („Flussgott“) des Flusses Donau (lat: Danuvius, Danubius).

## Etymologie
Der Name des Flusses Danuvius ist indogermanischen Ursprungs und leitet sich von der Wurzel dānu-, „Fluss“ ab, die häufig in Flussnamen erscheint (Rhodanus, Don, Dniestr, Downy etc.). Von derselben Wurzel scheinen mehrere Gottheiten benannt zu sein, so unter anderem die irische Danu und die walisische Dôn, wobei allfällige Zusammenhänge nicht klar sind.

## Inschriften und Darstellungen

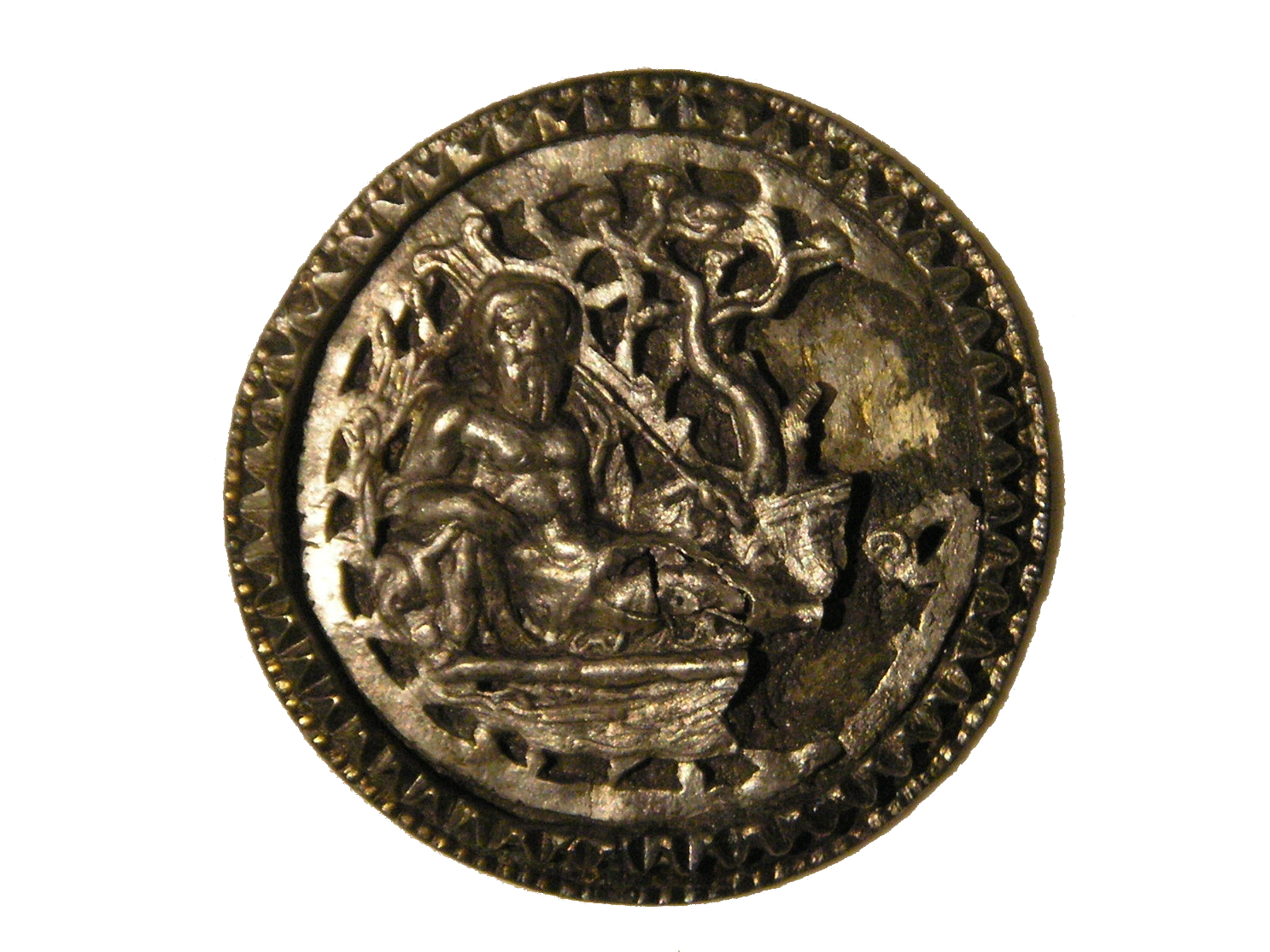
Scheibenfibel mit Darstellung eines Flussgottes (Danuvius ?), 150–250 n. Chr. (Römermuseum, Wien)

Weihinschriften für einen Flussgott Danuvius stammen aus den römischen Provinzen Raetia, Noricum und Pannonia. Einmal wird Danuvius mit dem römischen Göttervater Jupiter und einmal mit dem Flussgott Dravus (die Drau) angerufen. Bei Martial ist von den „treulosen Hörnern“ der Donau zu lesen, weswegen Danuvius manchmal als „gehörnte Gottheit“, ähnlich dem „zwiegehörnten“ Rhenus, gesehen wird.
Weiheinschriften wurden gefunden in Mengen (Baden-Württemberg), Rißtissen (Baden-Württemberg), Budapest (Aquincum, Ungarn) und Osijek (Mursa, Kroatien).
Die berühmte bildliche Darstellung eines typischen Flussgottes auf der Trajanssäule wird oft mit Danuvius in Zusammenhang gebracht. Der Flussgott, mit starker Ähnlichkeit zum römischen Neptunus, sitzt unter der Trajansbrücke und beobachtet das Überqueren der Donau durch die römischen Legionen zu Beginn der Dakerkriege. Da aber diese Brücke in jenem Bereich des Unterlaufs der Donau liegt, der in der Antike Ister hieß – und der einen gleichnamigen Flussgott besaß – ist es jedoch ebenso wahrscheinlich, dass es sich hierbei um seine Abbildung handelt, zumal es auch jener Flussgott ist, den die zu besiegenden Daker anbeteten.

## Goten, Griechen, Daker
Die Goten, die Danuvius (got. Δούναβις = *Donaws) als Rächer anriefen, schworen auch in seinem Namen. Der gotische Feldherr Gainas ließ sogar die ihm folgenden Römer dem Fluss opfern.
Ähnliches gilt auch für den Unterlauf der Donau, der in der Antike auch Hister oder Istros genannt wurde und den Griechen schon früh bekannt war. In Hesiods Theogonie ist Istros der Sohn von Okeanos und Tethys. So schworen auch die Daker auf Ihren Flussgott (Ister). Ihnen war jedoch die Einheit von Donau und Ister nicht bekannt.

## Literatur

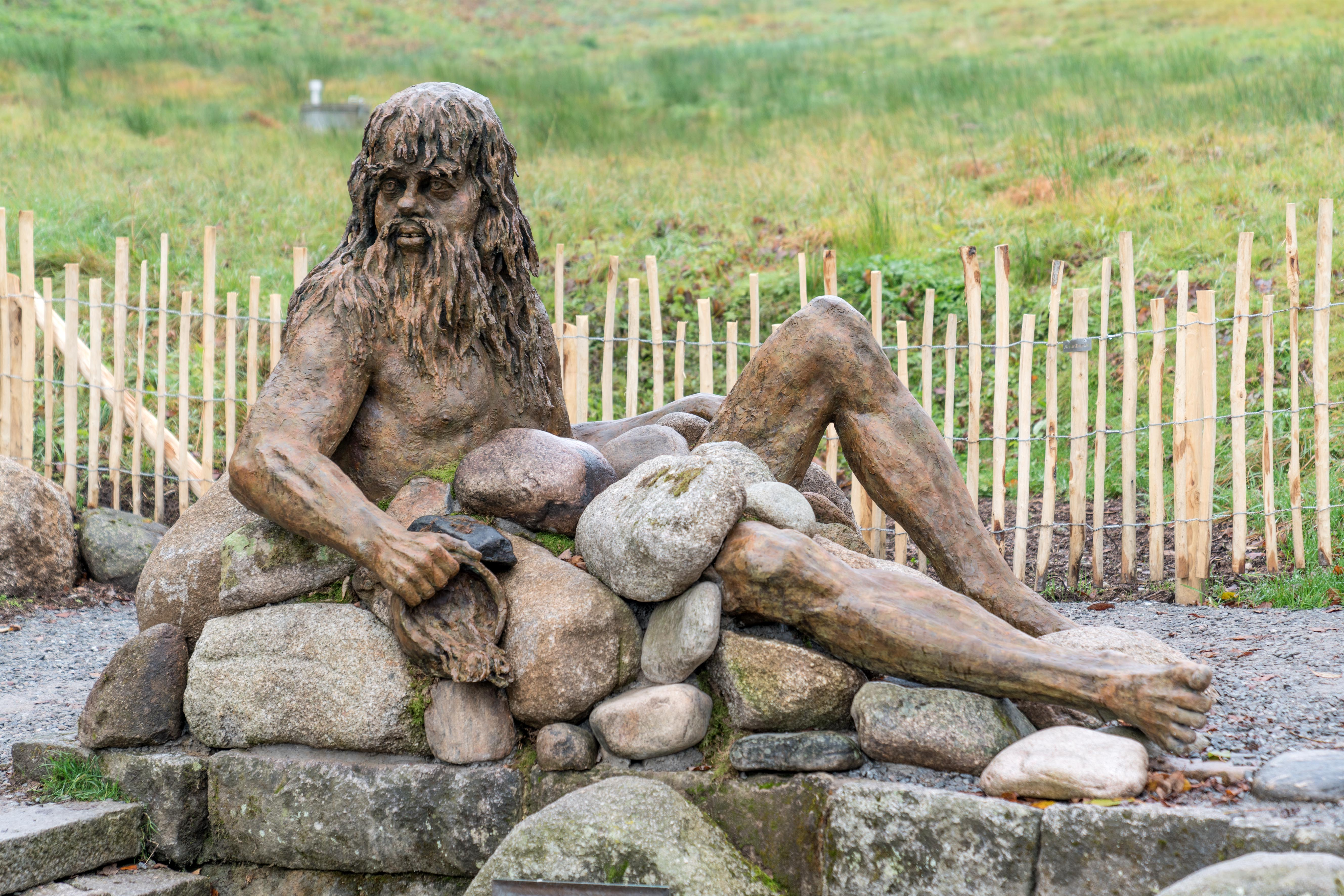
Zeitgenössische Danuvius-Figur auf der Bregquelle (Donauursprung) bei Furtwangen, 2017 geschaffen von Wolfgang Eckert